# Masaniello

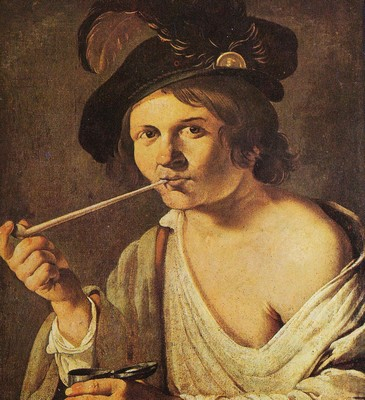
Portrait par Micco Spadaro, vers 1647

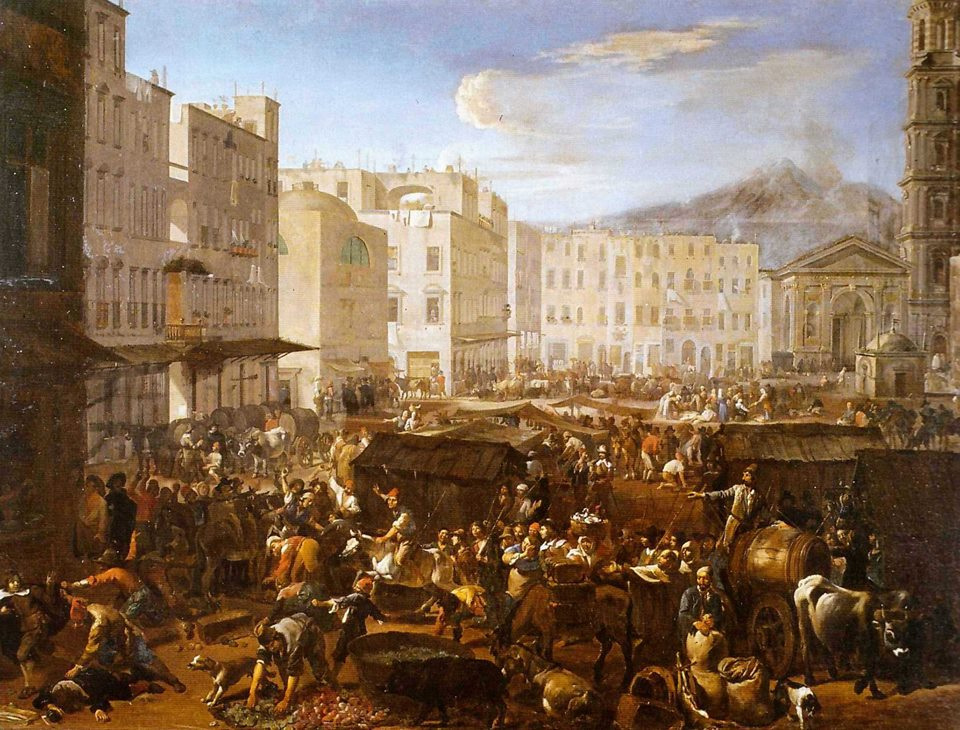
Michelangelo Cerquozzi, La Révolte de Masaniello, Galerie Spada, Rome

Tomaso Aniello d'Amalfi dit « Masaniello », né le 29 juin 1620 à Naples où il est mort le 16 juillet 1647, est un révolutionnaire napolitain du XVIIe siècle, qui s'insurgea contre la Couronne espagnole. Pêcheur, originaire d'une famille amalfitaine, Tomaso Aniello, né vico Rotto al Mercato dans le quartier du Pendino, se met en 1647 à la tête du peuple napolitain insurgé contre les receveurs des impôts ; il est conseillé par le juriste Giulio Genoino (vers 1565-1648), un habitué des tensions économico-sociales de la ville, et depuis plus de trente ans un partisan des réformes. Dans la nuit du 6 au 7 juillet, Masaniello et ses hommes, pour la plupart des marchands de légumes, assiègent le palais du vice-roi espagnol Rodriguez Ponce de Léon, le forcent à abolir l'impôt sur les denrées et à le reconnaître comme gouverneur. Masaniello est, pendant sept jours, maître absolu dans Naples. Ébloui de sa fortune subite, il devient vite arrogant et cruel, commettant dans la ville des massacres, avant d'être bientôt abandonné des siens et assassiné par des émissaires du vice-roi le 16 juillet 1647. Cependant, le 22 juillet, l'armurier Gennaro Annese reprend le flambeau de la révolte et proclame la république en octobre suivant.

## Biographie
Né à  Naples en 1622, il avait à peine vingt-quatre ans lorsqu’il souleva le peuple de Naples. Le royaume de Naples, sous le gouvernement des vice-rois espagnols, était accablé d’impôts ; on lui faisait supporter tout le poids des guerres de Lombardie. Les projets mal conçus de Philippe III et de Philippe IV, l’insurrection de la Catalogne et du Portugal donnèrent lieu à Naples à une nouvelle oppression. L’administration était confuse et embarrassée ; une justice vénale, des magistrats concussionnaires, des nobles qui autorisaient le brigandage dans leurs fiefs ; tels étaient les vices du gouvernement de Naples. 
A Naples, toutes les denrées, les fruits même, qui formaient presque l’unique nourriture du peuple en été, se trouvaient soumis à la gabelle, et les lois fiscales, qui ont depuis ruiné l’Espagne, y avaient été introduites. Ce système de vexation venait de faire éclater à Palerme une révolte qui était à peine étouffée, lorsque Masaniello, jeune pêcheur d’Amalfi, élevé dans la misère, mais plein de courage et doué d’une sorte d’éloquence naturelle, se met tout à coup, le 7 juillet 1647, à la tête des mécontents. Suivi par la populace, il parcourt les rues et les marchés en criant : Point de gabelles ! vive le roi d’Espagne ! et meure le mauvais gouvernement ! Tout le peuple applaudit et jure de le seconder. Masaniello se présente pour assiéger dans son palais Rodriguez Ponce de Léon, duc d’Arcos, vice-roi de Naples, qui n’a que le temps de se réfugier au Château-Neuf, l’une des principales forteresses de la ville. 
Encouragés par la fuite du vice-roi, les révoltés, au nombre de cinquante mille, et conduits par Masaniello, se portent à tous les désordres dont est capable la multitude. Les bureaux des fermes et des douanes sont saccagés, et les commis chassés à coups de pierres. On ouvre les prisons aux malfaiteurs, et la flamme dévore les palais des principaux nobles sans que Masaniello permette à qui que ce soit de rien enlever. En vain le vice-roi envoya promettre aux insurgés la suppression de tous les impôts, le peuple, dirigé par son chef, ne voulut pas se contenter d’une simple promesse. Il exigea qu’on lui remît l’original des privilèges accordés par Charles Quint. 
Masaniello, couvert de haillons, monté sur un échafaud qui lui servait de trône et portant pour sceptre une épée, était l’âme et l’arbitre de toutes les volontés. Bientôt il fut à la tête de cent mille hommes, et le vice-roi se vit réduit à tout accorder par la médiation du cardinal Filomarino, archevêque de Naples, qui lui-même s’efforçait d’apaiser la sédition. Ce prélat aurait peut-être réussi dès les premiers moments, si le duc de Monteleone et son frère le prince Carafa n’eussent tenté de faire assassiner Masaniello. Mais cet homme échappa par une sorte de miracle à deux cents bandits qui tirèrent sur lui tandis qu’il haranguait la foule assemblée dans l’église des Carmes. Les assassins furent massacrés à l’instant même, et leurs têtes plantées sur des piques élevées autour du tribunal où Masaniello rendait ses arrêts sanguinaires. Le duc de Monteleone se sauva, mais son frère Carafa, ayant été découvert et pris, fut livré à la fureur peuple qui le mit en pièces. On attacha sa tête à un poteau avec cette inscription : Joseph Carafa, rebelle et traître à la patrie. Echappé à un si grand danger, Masaniello devint encore plus puissant et plus redoutable, cent cinquante mille hommes armés étaient toujours prêts à suivre ses ordres. Il rendit une ordonnance pour le désarmement des nobles et fit distribuer toutes les armes au peuple ; il établit et maintint dans Naples une justice rigoureuse, mais arbitraire ; et la multitude qui le suivait était si aveuglement soumise, que par un geste seul il s’en faisait obéir. Enfin il consentit à traiter avec le duc d’Arcos, en prenant pour intermédiaire l’archevêque de Naples. Quittant alors ses habits de marinier, il se couvrit d’or et d’argent, et tenant son épée nue à la main il se rendit à la tête d’une cavalcade magnifique auprès du vice-roi pour négocier un traité. 
Ce traité fut discuté et signé dans la grande église des Carmes, en présence du cardinal-archevêque et de Masaniello, qui intervint comme chef du peuple très-fidèle. Il joua le premier rôle, corrigeant et modifiant à sa volonté tous les articles sans que personne osât le contredire. On arrêta enfin que toutes les taxes, tous impôts établis depuis Charles Quint seraient supprimés, et qu’il y aurait égalité absolue de droits politiques ; qu’une amnistie générale serait accordée à quiconque aurait pris part à la révolte ; et enfin que les Napolitains resteraient armés jusqu’à la ratification donnée par Sa Majesté Catholique. Après avoir exigé un serment du vice-roi, Masaniello harangua le peuple, et déclara qu’il était résolu de retourner à son état de pêcheur ; que ce n’était point son intérêt personnel qu’il avait eu en vue en prenant les armes, mais seulement l’intérêt du peuple, du roi et de sa patrie, et qu’il ne voulait aucune récompense. Alors il déchira ses riches vêtements et se jeta aux pieds du vice-roi, qui, le relevant aussitôt, le combla de marques d’honneur et de respect. Le peuple insista pour que Masaniello gardât l’autorité. Ses succès, sa gloire et les applaudissements universels mirent le comble à son ivresse. Invité à un grand repas au palais du vice-roi, il parut dès ce moment dans une espèce de délire ; soit qu’une fortune aussi subite lui eût tourné la tête, soit que le vice-roi lui eût fait prendre, comme on le soupçonna, un filtre ou breuvage empoisonné. Ce qu’il y a de sûr c’est que dès ce moment il donna des marques de folie, et qu’il devint arrogant et féroce. Malgré l’extravagance de cette conduite, le peuple lui obéit encore quatre jours ; mais lorsque ses amis les plus fidèles se détachèrent de lui, et qu’étant presque abandonné, il cessa d’être redoutable, il ne fut pas difficile au vice-roi de s’en défaire par un meurtre. 
Le 16 juillet, quatre assassins armés d’arquebuses, et apostés par le duc d’Arcos, tirèrent en même temps sur Masaniello et le percèrent de plusieurs balles ; il ne dit que ces mots : Ah ! traditori, ingrati ! et il expira. Le bruit de sa mort se répandit aussitôt dans toute la ville, et personne ne montra ni surprise ni pitié. Un des assassins lui coupa la tête, la prit par les cheveux, et traversant la foule, la porta toute sanglante au vice-roi, qui la fit jeter dans les fosses de la ville. Le corps de Masaniello fut traîné dans les rues, et on l’accabla d’outrages devant la foule indifférente et immobile. Mais le lendemain, le même peuple reprit ses premiers sentiments, plaignit son chef, le regretta, déplora son sort, et se reprocha de ne l’avoir point vengé. Ce n’étaient que pleurs et gémissements dans toute la ville. On rechercha la tête et le corps de Masaniello : on les joignit ensemble, on les plaça sur un brancard, et après les avoir couverts d’un manteau royal, on mit sur la tête une couronne de laurier et à la main droite le bâton de commandement. Dans cet appareil, on le porta solennellement dans tous les quartiers de la ville. Quatre-vingt mille personnes suivirent le convoi. Le vice-roi lui-même y envoya ses pages et fit rendre les honneurs militaires aux restes inanimés de ce chef populaire. Son corps fui inhumé avec toutes les cérémonies d’usage pour les personnes du plus haut rang. Telle fut la pompe funèbre du fameux Masaniello, roi pendant huit jours, massacré comme un tyran et révéré comme le libérateur de sa patrie. 
Sa mort donna une plus grande énergie à la superstition du peuple de Naples, qui s’approchait en foule pour toucher avec des chapelets le corps défiguré de son chef ; son portrait fut gravé et chacun voulut l’avoir. La perfidie et la vengeance du duc d’Arcos, qui tenta ensuite de faire punir les Napolitains de leur révolte, donnèrent lieu de regretter encore Masaniello, et décidèrent le peuple à se nommer un nouveau chef, l’armurier Gennaro Annese. Outre Gualdo Priorato, Giuseppe Donzelli et autres historiens contemporains qui ont décrit la révolution de 1647, on peut consulter Masaniello, ou la Révolution de Naples, fragment historique, traduit de l’allemand de Meissner, Vienne et Paris, 1789, in-8°.

## Postérité
Devenu un mythe dans toute l'Europe, et toujours très populaire à Naples aujourd'hui, Masaniello est le héros de plusieurs opéras :
- 1683 : Masaniello. Trauerspiel, opéra de Christian Weise (en) ;
- 1706 : Masaniello furioso, opéra de Reinhard Keiser, livret de Bartold Feind ;
- 1825 : Masaniello, the fisherman of Naples, opéra de sir Henry Rowley Bishop, à Covent Garden
- 1827 : Masaniello, ou le Pêcheur napolitain, opéra en quatre actes de Carafa, livret de Moreau de Commagny et A.-M. Lafortelle, à l'Opéra-Comique (27 décembre) ;
- 1828 : La Muette de Portici, opéra en cinq actes de Daniel-François-Esprit Auber, livret de Eugène Scribe, à l'Opéra de Paris (29 février).

Littérature :
- 1647 : Historie de Masaniello, regguaglio del tumolto di Napoli, d'Alessandro Giraffi, Naples ;
- 1648 : Il Mas' Aniello, o vero discorsi narrativi la sollevatione di Napoli, de Gabriele Tontoli, Naples
- 1729 : The history of the rise and fall of Masaniello, the fisherman of Naples, de F. Midon, C. Davis & T. Green éditeurs à Londres ;
- 1789 : Masaniello ou la révolution de Naples, traduit anonymement de l'allemand du roman d'August Gottlieb Meißner publié en 1784, un écrit qui fait alors écho aux premiers soulèvements parisiens[2], Hôtel Bouthillier, rue des Poitevins à Paris ;
- 1818 : Thomas Aniello, drame d'August Fresenius ;
- 1858 : Masaniello, le pêcheur de Naples, d'Eugène de Mirecourt, Gustave Havard éditeur à Paris ;
- 1863 : Les Compagnons de la mort, révolte de Masaniello en 1647 de Charles Ribeyrolles, F. Sartorius éditeur à Paris[3].

En 1997, à Naples, est inaugurée une plaque commémorative sur la façade de sa maison natale, quartier Pendino.